# Yui Aragaki
Yui Aragaki (新垣 結衣 Aragaki Yui?, n. 11 de junio de 1988) es una actriz, modelo, cantante y personalidad ocasional de radio japonesa.

## Biografía
En el 2001 asistió a una audición para la revista de modelos adolescentes Nicola, donde ganó el Gran Premio. Después de experimentar en el modelaje, en el 2004 también probó suerte en distintos ámbitos, como el gravure como modelo de trajes de baño, y también en la actuación donde debutó en la película Sh15uya (Shibuya Fifteen). Gracias a la popularidad que fue adquiriendo conforme pasaban los años, se convirtió rápidamente en una figura potente dentro del entretenimiento japonés, protagonizando diversos comerciales para la televisión, y también doramas y doblajes para animes como Keroro Gunzō y Digimon Savers.
El 2007, con la película Waruboro debutó en la pantalla grande. Y también junto con su primer papel protagónico en una película que tomó lugar este año, en el largometraje Koisuru Madori, también se le dio la oportunidad de comenzar una carrera como cantante bajo el sello Warner cantando el tema principal de dicho filme, con su canción debut Memories. Su segunda canción en esta nueva faceta artística, heavenly days, fue también el tema principal de su segundo rol protagónico en una película, esta vez en la producción Koizora, que ganó diversos premios entre los que se incluyó el Nippon Academy Award. Este año también comenzó a trabajar en un programa de radio, SCHOOL OF LOCK! de Tokyo FM, donde condujo su propia sección llamada GIRLS LOCKS!. En diciembre de este año se lanzó el álbum debut de Yui Aragaki como cantante, titulado Sora, junto con un DVD con los videos musicales que se hicieron para promocionar, ya que el disco no tuvo ningún sencillo puesto a la venta. Convive con Ryo Nikishido desde hace dos años.

## Actuación

### Dramas
- Sh15uya como Ema (TV Asahi, 2005).
- Dragon Zakura como Kosaka Yoshino (TBS, 2005).
- Onna no Ichidaiki: Koshiji Fubuki como Koshiji Fubuki (Joven) (Fuji TV, 2005).
- True Love (Fuji TV, 2006).
- Kanojo no Koibumi (TV Asahi, 2006).
- Galcir como Nagisa (NTV, 2006).
- My Boss, My Hero como Umemura Hikari (NTV, 2006).
- Papa to Musume no Nanokakan como Kawahara Koume (TBS, 2007).
- Code Blue como Shiraishi Megimu (Fuji TV, 2008).
- Code Blue SP (Fuji TV, 2009).
- Smile como Mishima Hana (TBS, 2009).
- Code Blue 2ª Temporada como Shiraishi Megumi (Fuji TV, 2010).
- Angel Bank como Fujikawa Karin (TV Asahi, 2010, ep1).
- Zenkai Girl como Ayukawa Wakaba (Fuji TV, 2011).
- Ranma ½ como Tendo Akane (NTV, 2011).
- Esposa a tiempo completo

### Películas
| Año  | Título en japonés                           | Título en inglés                              | Personajes       | Productora              | Coestrella     |
| ---- | ------------------------------------------- | --------------------------------------------- | ---------------- | ----------------------- | -------------- |
| 2007 | ワルボロ                                    | Waruboro                                      | Yamada           | Toei Company            | Seiji Fukushi  |
| 2007 | 恋するマドリ                                | Koisuru Madori                                | Yui Aoki         | Cinequanon              | Ryuhei Matsuda |
| 2007 | 恋空                                        | Koizora                                       | Mika Tahara      | Toho                    | Haruma Miura   |
| 2008 | フレフレ少女                                | Fure Fure Shojo                               | Momoyama Momoko  | Shochiku                | Kento Nagayama |
| 2009 |                                             | Ballad: Namonaki Koi no Uta (Ballad)          | Princess Renheme |                         |                |
| 2010 | ハナミズキ                                  | Hanamizuki                                    | Sae Hirasawa     | Toho                    | Ikuta Toma     |
| 2012 | 麒麟の翼 〜劇場版・新参者                   | The Wings of the Kirin                        | Kaori Nakahara   |                         | Hiroshi Abe    |
| 2014 | TWILIGHT ささらさや                         | Twilight: Saya in Sasara                      | Saya             | Warner Bros.            | Yo Oizumi      |
| 2015 | くちびるに歌を                              | Kuchibiru ni uta o                            | Yuri Kashiwagi   | Asmik Ace Entertainment | None           |
| 2015 | Ｓ -最後の警官- 奪還 RECOVERY OF OUR FUTURE | S The Last Policeman - Recovery of Our Future |                  |                         |                |

### Doblajes
- Chou Gekijouban Keroro Gunso como Mirara.
- Digimon Savers como Yoshino Fujieda.

## Discografía
Lista de su discografía completa.

### Álbumes
1. Sora (そら?) (5 de diciembre de 2007)

### Singles
1. Make my day (16 de julio de 2008)
2. Akai Ito (赤い糸?) (15 de octubre de 2008)

### DVD
1. Sora Films (そらFilms?) (12 de diciembre de 2007)

### Bandas sonoras
| Canción     | Artista | Año  | Soundtrack                             |
| ----------- | ------- | ---- | -------------------------------------- |
| Make my day | solista | 2008 | Hachi-One Diver OST                    |
| Utsushie    | solista | 2009 | Aishiteru OST                          |
| WARK        | solista | 2014 | Konchu Monogatari Mitsubachi Hatch OST |